# Adiantum leprieurii
Adiantum leprieurii là một loài thực vật có mạch trong họ Adiantaceae. Loài này được Hook. miêu tả khoa học đầu tiên năm 1851.